# Ander Iturraspe
Ander Iturraspe Derteano (Abadiño, 8 de março de 1989) é um ex-futebolista espanhol que atuava como volante. Seu último clube foi o Espanyol.

## Títulos
Athletic Bilbao
- Supercopa da Espanha: 2015[1]

Espanha
- Campeonato Europeu de Futebol Sub-21: 2011[1]

Individual
- Time do Ano La Liga: 2013–14[2]